# The Age of Decadence
The Age of Decadence (укр. Епоха декадансу) — рольова відеогра 2015 року для Microsoft Windows, розроблена студією Iron Tower. Розташована в постапокаліптичному світі з низьким рівнем магії, натхненному падінням Римської імперії, гра прагне повернутися до «золотої ери» рольових ігор, наголошуючи на виборі та наслідках, а також надаючи кілька варіантів вирішення квестів.

## Сюжет
Історія The Age of Decadence досліджує кілька тем: небезпеки постапокаліптичного світу, тонку межу між історичними фактами та вигадкою, а також конкуренцію між політичними угрупованнями.
Згідно з Імперськими сувоями, нечестиве королівство Квантаар та Імперія опинилися у кривавій магічній війні, яка спустошила більшу частину відомого світу. Кожна сторона зверталася до сил, як таємних, так і божественних, викликаючи богів та інших істот величезної сили, чиє змагання зрештою знищило обидві сторони. Міста колись славної імперії лежали в руїнах, а тіла загиблих були розкидані по всій землі. Століття потому світ все ще страждає від тіні краху цивілізації. Там, де колись була єдність, тепер існують угрупування, які борються за панування у зруйнованому світі. Там, де колись були знання, тепер панує невігластво як науки, так і магії. Там, де колись були лицарство і честь, тепер є лише дріб'язковість і зрада. І саме в цій неспокійній розділеній землі міфів і байок гравець знаходить стародавню карту, що пропонує підказку про справжнє минуле Імперії.
Персонаж гравця відіграє активну роль у формуванні сюжету The Age of Decadence, який є нелінійним. Світ динамічно реагує на дії гравця. Гравці можуть обирати одну з семи фракцій, грати з ними одна проти одної або навіть відкинути їх усіх. Гра має сім кінцівок, лише дві з яких передбачають смертельну битву.

## Розробка
Команда Iron Tower Studio розпочала роботу над грою в березні 2004 року Команда розробила гру для Microsoft Windows з використанням рушія відеоігор Torque. Портування на Linux малоймовірне через побоювання команди щодо неможливості належної підтримки релізу на цій платформі. Реліз програмного забезпечення розпочався з бойової демонстрації в грудні 2009 року. У двох наступних випусках бойової демонстрації були виправлені помилки та вирішені такі питання, як баланс гри. У березні 2012 року студія Iron Tower випустила публічну бета-версію (версія 0.8.6) гри, яка була повною, за винятком алхімії, але містила лише одне місто.
У січні 2013 року Valve оголосила, що The Age of Decadence була відібрана для просування за програмою Steam Greenlight. 15 листопада 2013 року гра перейшла в стадію раннього доступу, а 14 жовтня 2015 року вийшла одночасно в Steam і GOG.

## Огляди
| Агрегатор  | Оцінка |
| ---------- | ------ |
| Metacritic | 81/100 |

Гра отримала загалом позитивні відгуки й має оцінку 81/100 на Metacritic. Destructoid поставив їй оцінку 9 з 10, сказавши: «Можливо, в ній є деякі шорсткості, але це одна з найпродуманіших рольових ігор, якими я мав задоволення насолоджуватися». Destructoid похвалили систему прийняття рішень у грі, де замість добра і зла гравці обирають між різними альянсами та будинками, що змінює наслідки гри. Однак була зроблена невелика критика щодо «незграбності» бою та «трохи шорстких країв», крім того, кастомізація персонажа була визнана «дуже заплутаною і такою, що розчаровує».

## Dungeon Rats
У 2016 році Iron Tower анонсувала Dungeon Rats, партійний тактичний рольовий спіноф The Age of Decadence. Гра вийшла 4 листопада 2016 року.